# Arctomys Cave
Arctomys Cave är en grotta i Kanada.   Den ligger i provinsen British Columbia, i den centrala delen av landet, 3 200 km väster om huvudstaden Ottawa. Arctomys Cave ligger 1 935 meter över havet.
Terrängen runt Arctomys Cave är lite bergig. Trakten runt Arctomys Cave är nära nog obefolkad, med mindre än två invånare per kvadratkilometer.. Det finns inga samhällen i närheten. 
I omgivningarna runt Arctomys Cave växer i huvudsak barrskog.